# Steve Higgins
Steve Higgins (13 de Agosto de 1963) é um argumentista, produtor, locutor, actor e comediante norte-americano.
Higgins iniciou-se no entretenimento como um dos criadores, estrela principal e argumentista da série de comédia em esquetes The Higgins Boys and Gruber, do Comedy Central. Ele foi também o argumentista-chefe do curto The Jon Stewart Show.
Higgins foi o co-argumentista principal do Saturday Night Live entre 1995-1997. Desde 1997, ele tem integrado a equipa de argumentistas do programa, e desde 1996, tem sido o produtor do seriado. Higgins foi o anunciante do Late Night with Jimmy Fallon durante todo o seu tempo de duração (2009-14). Desde 2014, ele tem sido o anunciador do The Tonight Show Starring Jimmy Fallon.
Higgins ofereceu a sua voz para a personagem Mr. Awesome na série animada The Awesomes do Hulu.